# 猬状虎耳草
猬状虎耳草（学名：Saxifraga erinacea）为虎耳草科虎耳草属下的一个种。

## 扩展阅读
- 維基物種上的相關：猬状虎耳草